# Kepler-90d
Kepler-90d és un exoplaneta
 que orbita a l'estrella Kepler-90 en la constel·lació del Dragó. El planeta és un Neptú ardent. Kepler-90d, juntament amb Kepler-90e i Kepler-90f tenen sincronitzacions orbitals 2:3:4.